# Onthophagus hulstaerti
Onthophagus hulstaerti là một loài bọ cánh cứng trong họ Bọ hung (Scarabaeidae).